# Giuseppe Lombardo
Giuseppe Lombardo (Addis Abeba, 16 agosto 1941) è un politico italiano.

## Biografia
Fin da giovane è impegnato in politica con la Democrazia Cristiana, negli anni '80 è consigliere e assessore comunale a Locri e consigliere provinciale di Reggio Calabria..
Nel 1993 aderì Cristiano Sociali, con cui fu eletto alla Camera sotto le insegne dei Progressisti in occasione delle elezioni politiche del 1994, quando sconfisse il candidato forzista Giovanni Filocamo nel collegio uninominale di Locri. 
Nel settembre 1994 prese parte a una fiaccolata contro la 'ndrangheta a fianco della baronessa Teresa Cordopatri.
Due anni dopo, alle elezioni politiche del 1996, Lombardo fu sconfitto dallo stesso Filocamo del Polo per le Libertà. 
Nel novembre 1996 fu eletto sindaco di Locri, incarico che mantenne fino al 2001; nel 1999 nominò come vicesindaco Francesco Fortugno. Rieletto sindaco nel 2011, rassegnò le dimissioni nel novembre dell'anno successivo.
Con un'interrogazione parlamentare presentata nel novembre 1997, i senatori Renato Meduri (AN) e Bruno Napoli (CCD) interpellarono il ministro dell'interno in merito all'opportunità di «sciogliere il consiglio comunale di Locri per interferenze e connivenze mafiose», affermando «che allo stato attuale gli investigatori hanno reso note, pubblicizzandole molto, alcune intercettazioni ambientali, riportanti dialoghi tra rappresentanti della cosca dei Cordì, dai quali sembrerebbe chiara una propensione dei Cordì verso una simpatia, al momento delle elezioni comunali, nei confronti del candidato a sindaco del Polo, e che, al contrario, viene poco pubblicizzata la circostanza che la lista dell'Ulivo, che in effetti vinse le elezioni, godeva della simpatia della cosca dei Cataldo ed era capitanata, come candidato a sindaco (poi eletto) dall'ex deputato cristiano sociale Giuseppe Lombardo».
Nel 1998, il cugino Domenico Lombardo fu ucciso con due colpi di pistola, ma l'omicidio non fu ricollegato alla faida tra la famiglia dei Cordì e quella dei Cataldo.